# Hohenstein (Hesse)
Hohenstein é um município da Alemanha, situado no distrito de Rheingau-Taunus, no estado de Hesse. Tem 63,79 km² de área, e sua população em 2019 foi estimada em 6.164 habitantes.